# Islamic Society of North America
Die Islamic Society of North America (ISNA) oder Islamische Gesellschaft Nordamerikas ist ein muslimischer Dachverband in Nordamerika. Sein Hauptsitz ist in Plainfield, Indiana, in den Vereinigten Staaten von Amerika. Als offizielles Gründungsdatum der ISNA gilt 1982, als sich unter dem Eindruck der wachsenden muslimischen Gemeinschaft vier Organisationen, darunter die 1963 gegründete Muslim Students' Association (MSA), zusammenschlossen. Zu den Präsidenten der ISNA zählten Ingrid Mattson und Mohamed Magid, Azhar Azeez wurde 2014 ihr Präsident. Neben ihrer Hauptaufgabe, ein gemeinsames Sprachrohr für den Aufruf zum Islam (daʿwa) zu sein, zählt dem Iranischen Rundfunk zufolge zu den Zielen dieser Organisation die Einrichtung islamischer Ganztagsschulen und deren Leitung sowie die Unterstützung  der muslimischen Familie und ihre Förderung.
Von Ihsan Bagby wurde festgestellt, dass die ISNA ihre „Inspiration und Führung“ (inspiration and guidance) immer bei den intellektuellen Führern der modernen islamischen Bewegung – dem Pakistaner Abul Ala Maududi (1903–1979), den Ägyptern Sayyid Qutb (1906–1966) und Hasan al-Bannā (1906–1949) – gesucht habe.
Die amerikanische Hochschullehrerin und ehemalige ISNA-Präsidentin Ingrid Mattson zählt zu den Unterzeichnern der Botschaft aus Amman (Amman Message) und gemeinsam mit Sayyid Muhammad Syeed, dem National Director des Office of Interfaith & Community Alliance, zu den Unterzeichnern von Ein gemeinsames Wort zwischen Uns und Euch (A Common Word between Us and You).

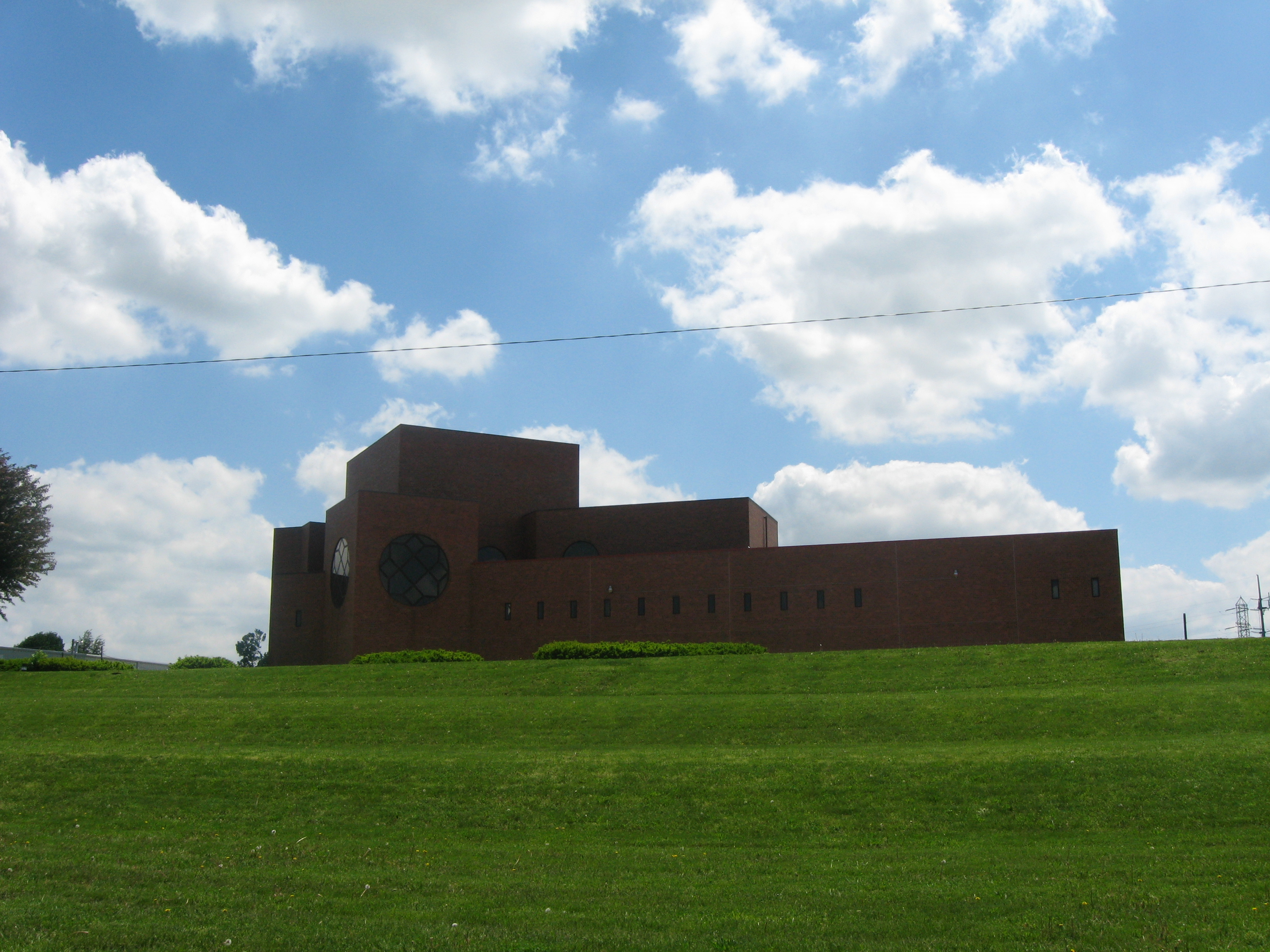
ISNA-Gebäude, Plainfield, Indiana

Im Jahr 2007 kündigten die ISNA, der Fiqh-Rat von Nordamerika und der European Council for Fatwa and Research (Europäische Rat für Fatwa und Forschung) an, dass sie künftig einen auf Berechnungen basierenden Kalender mit den gleichen Parametern wie der Umm-al-Qurā-Kalender verwenden würden, um (rechtzeitig im Voraus) den Anfang aller Mondmonate (und damit die mit allen religiösen Bräuchen verbundenen Tage) zu bestimmen. Dies war als ein erster Schritt auf dem Weg zu einer zukünftigen Vereinheitlichung des muslimischen Kalenders in der ganzen Welt gedacht.
Der Senator Jon Kyl und der Journalist Steven Emerson bezichtigen die ISNA der Nähe zu terroristischen Vereinigungen.

## Angeschlossene Organisationen
Dem Washington Report on Middle East Affairs vom April 1998 zufolge hat die Islamic Society of North America über 300 Mitgliedsorganisationen und Verbindungen zu etwa 2.000 Moscheen und Gemeindezentren in den USA und Kanada. Zu den der ISNA angeschlossenen Organisationen zählen unter anderem:
- Federation of Islamic Association (FIA)
- American Muslim Mission (AMM)
- North American Islamic Trust (NAIT)
- Islamic Teaching Center (ITC)
- American Muslim Scientists and Engineers (AMSE)
- American Muslim Social Scientists (AMSS)
- Islamic Medical Association (IMA)
- Muslim Community Association (MCA)
- Foundation of International Development
- Canadian Islamic Trust (CIT)
- Muslim Youth of North America (MYNA)
- Malaysian Islamic Study Group (MISG)
- Muslim Arab Youth Association (MAYA)
- Islamic Circle of North America (ICNA)
- American Muslim Mission (AMM)[9]
- Muslim American Society (MAS)

## Präsidenten
- 2006–2010: Ingrid Mattson
- 2010–2014: Mohamed Magid
- seit 2014: Azhar Azeez